# 淡红隙蛛
淡红隙蛛（学名：Coelotes rufulus）为暗蛛科隙蛛属的动物。在中国大陆，分布于安徽、浙江等地。该物种的模式产地在安徽黄山、浙江天目山。